# Gare de Maienfeld
La gare de Maienfeld (en allemand Maienfeld) est une gare ferroviaire suisse de la ligne de Sargans à Coire, située à proximité du centre de la localité de Maienfeld, région de Landquart dans le canton des Grisons.
C'est une halte voyageurs des Chemins de fer fédéraux suisses (CFF), desservie par les trains de la ligne S12 du réseau express régional saint-gallois.

## Situation ferroviaire
Établie à 504 mètres d'altitude, la gare de Maienfeld est située au point kilométrique (PK) 7,77 de la ligne de Sargans à Coire (no 905), entre les gares de Bad-Ragaz et de Landquart.

## Service des voyageurs

### Accueil
Halte voyageurs des CFF, elle dispose d'un bâtiment voyageurs ouvert du lundi au vendredi. L'accès aux quais est libre.

### Desserte
Maienfeld est une halte voyageurs du Réseau express régional saint-gallois (RER/S-Bahn), desservie par des trains de la ligne S12 :  Sargans - Coire.

### Intermodalité
Un parc pour les vélos et un parking pour les véhicules y sont aménagés.